# Mărăcinele
Mărăcinele – wieś w Rumunii, w okręgu Dolj, w gminie Perișor. W 2011 roku liczyła 281 mieszkańców.